# Impatiens odontopetala
Impatiens odontopetala är en balsaminväxtart som beskrevs av Carl Maximowicz. Impatiens odontopetala ingår i släktet balsaminer, och familjen balsaminväxter. Inga underarter finns listade i Catalogue of Life.